# 大塞尔
大塞尔（法語：Le Grand-Serre，法語發音：[lə ɡʁɑ̃ sɛʁ]）是法国德龙省的一个市镇，属于瓦朗斯区。

## 地理
大塞尔（45°16'12"N, 5°6'12"E）面积24.74 平方千米，位于法国奥弗涅-罗讷-阿尔卑斯大区德龙省，该省份为法国东南部内陆省份，北起顺时针与伊泽尔省、上阿尔卑斯省、上普罗旺斯阿尔卑斯省、沃克吕兹省和阿尔代什省接壤。
与大塞尔接壤的市镇（或旧市镇、城区）包括：欧特里沃、圣克里斯托夫和勒拉里斯、托迪尔、朗蒂奥勒、加洛尔河畔圣克莱尔、瓦莱尔巴斯。

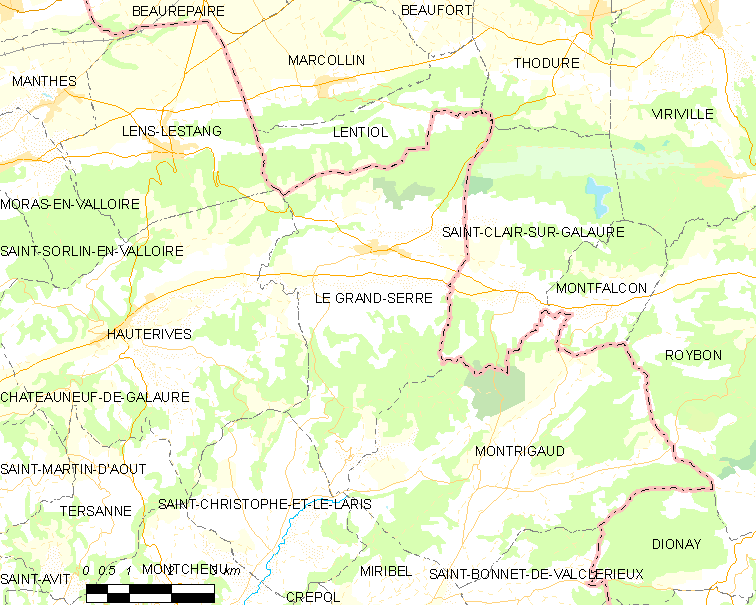
大塞尔的OSM定位图

大塞尔的时区为UTC+01:00、UTC+02:00（夏令时）。

## 行政
大塞尔的邮政编码为26530，INSEE市镇编码为26143。

## 政治
大塞尔所属的省级选区为丘陵德龙县。

## 人口

1962-2008年间大塞尔人口变化图示

大塞尔于2022年1月1日时的人口数量为949人。